# Althochdeutscher Isidor
Der Althochdeutsche Isidor ist eine Übersetzung lateinischer Schriften des Isidor von Sevilla in die althochdeutsche Sprache. Die Übersetzung entstand um das Jahr 800 in Austrasien. Die Schreibsprache ist Westrheinfränkisch, am ehesten Lothringisch. Der Name des Übersetzers ist nicht bekannt.

## Entstehung und Aufbau
Die Übersetzung ist teilweise erhalten und folgt der Schrift „De fide catholica contra Iudaeos“, in der ausgeführt wird, dass die Messiasprophezeiungen auf Christus zuträfen und dass nicht die Juden, sondern die Christen das Volk Gottes seien. Weiter finden sich eine fragmentarische Übersetzung des Matthäusevangeliums sowie Predigten und Predigtbruchstücke. Nach derzeitigen Stand der wissenschaftlichen Forschung wird davon ausgegangen, dass der Althochdeutsche Isidor auf einen einzigen Bearbeiter zurückzuführen ist, der für oder am Hof Karls des Großen tätig war. Man findet eine geregelte Orthographie (Rechtschreibung) und die ansonsten üblichen Wort-für-Wort-Übersetzungen werden weit übertroffen. Neben dem Althochdeutschen Tatian ist der Isidor die zweite große übersetzerische Leistung aus der Zeit Karls des Großen. Die Hauptüberlieferung ist eine Bilingue im Paris. lat. 2326 der Bibliothèque nationale de France. Auf Blatt 22 r des 79 Blatt umfassenden Isidortextes bricht die Übersetzung ab.

## Textbeispiel
4. Kapitel (Auszug) in Latein, mit Übertragung ins Althochdeutsche und neuhochdeutscher Übersetzung:
| DE TRINITATIS SIGNIFICANTIA Patet ueteris testamenti apicibus patrem et filium et spiritum sanctum esse deum. Sed hinc isti filium et spiritum sanctum non pu- tant esse deum eo, quod in monte Sina uocem dei in- tonantis audierint: „Audi, Israhel, dominus deus tuus deus unus est.“ | HEAR QUHIDIT UMBI DHEA BAUHNUNGA DHERO DHRIO- HEIDEO GOTES Araugit ist in dhes aldin uuizssodes boohhum, dhazs fater endi sunu endi heilac gheist got sii. Oh dhes sindun unchi- laubun Iudeoliudi, dhazs sunu endi heilac gheist got sii, bidhiu huuanda sie chi- hordon gotes stimna hluda in Sinaberge quhedhenda: „Chihori dhu, Israhel, druh- tin got dhin ist eino got.“ | HIER SPRICHT (ISIDOR) VON DEN KENNZEICHEN DER DREIFALTIGKEIT GOTTES In den Büchern des Alten Testaments wird geoffenbart, dass Vater, Sohn und heiliger Geist Gott sind. Doch die Juden glauben nicht daran, dass der Sohn und der heilige Geist Gott sind, weil sie sich darauf berufen, auf dem Berg Sinai Gottes Stimme laut und deutlich gehört zu haben: „Höre Israel, nur dein Herr, dein Gott, ist Gott.“ |